# マイク・ライト (野球)
デニス・マイケル・ライト（Dennis Michael Wright, 1990年1月3日 - ）は、アメリカ合衆国サウスカロライナ州マルボロ郡ベネッツビル出身のプロ野球選手（投手）。右投右打。現在は、フリーエージェント（FA）。

## 経歴

### プロ入りとオリオールズ時代
2011年のMLBドラフト3巡目（全体94位）でボルチモア・オリオールズから指名され、プロ入り。契約後、傘下のルーキー級ガルフ・コーストリーグ・オリオールズでプロデビュー。A-級アバディーン・アイアンバーズ、A級デルマーバ・ショアバーズでもプレーし、3球団合計で12試合（先発8試合）に登板して3勝2敗、防御率5.72、42奪三振を記録した。
2012年はA+級フレデリック・キーズとAA級ボウイ・ベイソックスでプレーし、2球団合計で20試合に先発登板して10勝5敗、防御率4.06、80奪三振を記録した。オフにはアリゾナ・フォールリーグに参加し、メサ・ソーラーソックスに所属した。
2013年はAA級ボウイとAAA級ノーフォーク・タイズでプレーし、2球団合計で27試合に先発登板して11勝3敗、防御率3.11、138奪三振を記録した。
2014年はAAA級ノーフォークでプレーし、26試合に先発登板して5勝11敗、防御率4.62、103奪三振を記録した。オフの11月20日に40人枠入りした。
2015年は開幕をAAA級ノーフォークで迎え、5月13日にメジャー初昇格を果たした。メジャーデビューとなった5月17日のロサンゼルス・エンゼルス戦では先発して7.1回を無失点で勝利投手となった。次の登板も2試合連続で7回以上を無失点に抑える快投を見せたため注目されたが、3度目の登板以降は頻繁に一発を食うようになり、昇格と降格を繰り返した。AAA級ノーフォークでは15試合（先発14試合）に登板して9勝1敗、防御率2.23、63奪三振という成果を上げている。この年メジャーでは12試合（先発9試合）に登板して3勝5敗、防御率6.04、26奪三振を記録した。
2016年もAAA級ノーフォークとの往復を繰り返し、メジャー定着は果たせなかった。この年メジャーでは18試合（先発12試合）に登板して3勝4敗、防御率5.79、50奪三振を記録した。
2017年もメジャーでは13試合登板（全てリリーフ）で防御率5.76に終わりメジャー定着は出来なかった。しかしその一方で、奪三振率は自己最高の10.1を記録した。
2018年はもっぱらチームのブルペンから投げる姿が見られた。結局先発も含め48試合に登板し、84.1回を投げた。
2019年4月21日にDFAとなった。

### マリナーズ時代
2019年4月24日にライアン・オグレンとのトレードで、シアトル・マリナーズへ移籍した。5月19日にDFAとなり、22日にマイナー契約で傘下のAAA級タコマ・レイニアーズへ配属された。6月23日にメジャー契約を結んでアクティブ・ロースター入りした。7月4日に再びDFAとなり、7日にマイナー契約でAAA級タコマへ配属された。

### NC時代
2019年11月22日、韓国・KBOリーグのNCダイノスと契約した。2020年は11勝を記録、韓国シリーズでも登板してNCは初優勝するも、2021年保留選手名簿から外れ、同年限りで契約終了となった。

### ホワイトソックス時代
2020年12月24日にシカゴ・ホワイトソックスとマイナー契約を結んだ。
2021年は5月のマイナーリーグ開幕から傘下のAAA級シャーロット・ナイツでプレーし、8月16日にメジャー契約を結んでアクティブ・ロースター入りした。10月1日にDFAとなり、3日にマイナー契約でAAA級シャーロットへ配属された後、8日にFAとなった。

## 投球スタイル
平均96mph（約154.5km/h）のフォーシームを含む5球種を操り、シンカー、スライダー、カーブ、チェンジアップを投げる。

## 詳細情報

### 年度別投手成績
| 年 度    | 球 団    | 登 板 | 先 発 | 完 投 | 完 封 | 無 四 球 | 勝 利 | 敗 戦 | セ 丨 ブ | ホ 丨 ル ド | 勝 率 | 打 者 | 投 球 回 | 被 安 打 | 被 本 塁 打 | 与 四 球 | 敬 遠 | 与 死 球 | 奪 三 振 | 暴 投 | ボ 丨 ク | 失 点 | 自 責 点 | 防 御 率 | W H I P |
| -------- | -------- | ----- | ----- | ----- | ----- | -------- | ----- | ----- | -------- | ----------- | ----- | ----- | -------- | -------- | ----------- | -------- | ----- | -------- | -------- | ----- | -------- | ----- | -------- | -------- | ------- |
| 2015     | BAL      | 12    | 9     | 0     | 0     | 0        | 3     | 5     | 0        | 0           | .375  | 204   | 44.2     | 52       | 9           | 18       | 3     | 5        | 26       | 2     | 0        | 30    | 30       | 6.04     | 1.57    |
| 2016     | BAL      | 18    | 12    | 0     | 0     | 0        | 3     | 4     | 0        | 0           | .429  | 328   | 74.2     | 81       | 12          | 26       | 0     | 9        | 50       | 2     | 0        | 53    | 48       | 5.79     | 1.43    |
| 2017     | BAL      | 13    | 0     | 0     | 0     | 0        | 0     | 0     | 0        | 0           | ----  | 109   | 25.0     | 26       | 5           | 7        | 0     | 3        | 28       | 1     | 0        | 16    | 16       | 5.76     | 1.32    |
| 2018     | BAL      | 48    | 2     | 0     | 0     | 0        | 4     | 2     | 0        | 1           | .667  | 388   | 84.1     | 101      | 12          | 36       | 1     | 7        | 74       | 4     | 0        | 55    | 52       | 5.55     | 1.62    |
| 2019     | BAL      | 10    | 0     | 0     | 0     | 0        | 0     | 1     | 1        | 0           | .000  | 66    | 13.1     | 20       | 5           | 7        | 0     | 1        | 14       | 1     | 0        | 14    | 14       | 9.45     | 2.03    |
| 2019     | SEA      | 9     | 0     | 0     | 0     | 0        | 0     | 0     | 0        | 0           | ---   | 81    | 16.0     | 24       | 1           | 5        | 1     | 1        | 16       | 1     | 0        | 16    | 12       | 6.75     | 1.81    |
| '19計    | SEA      | 19    | 0     | 0     | 0     | 0        | 0     | 1     | 1        | 0           | .000  | 147   | 29.1     | 44       | 6           | 12       | 1     | 2        | 30       | 2     | 0        | 30    | 26       | 7.98     | 1.91    |
| MLB：5年 | MLB：5年 | 110   | 23    | 0     | 0     | 0        | 10    | 12    | 1        | 1           | .455  | 1176  | 258.0    | 304      | 44          | 99       | 5     | 26       | 208      | 11    | 0        | 184   | 172      | 6.00     | 1.56    |

- 2019年度シーズン終了時

### 年度別守備成績
| 年 度 | 球 団 | 投手（P） | 投手（P） | 投手（P） | 投手（P） | 投手（P） | 投手（P） |
| 年 度 | 球 団 | 試 合     | 刺 殺     | 補 殺     | 失 策     | 併 殺     | 守 備 率  |
| ----- | ----- | --------- | --------- | --------- | --------- | --------- | --------- |
| 2015  | BAL   | 12        | 2         | 3         | 0         | 0         | 1.000     |
| 2016  | BAL   | 18        | 1         | 5         | 1         | 1         | .857      |
| 2017  | BAL   | 13        | 2         | 3         | 0         | 0         | 1.000     |
| 2018  | BAL   | 48        | 5         | 8         | 1         | 2         | .929      |
| MLB   | MLB   | 91        | 10        | 19        | 2         | 3         | .935      |

- 2018年度シーズン終了時

### 背番号
- 59（2015年 - 2017年）
- 43（2018年 - 2019年4月20日）
- 41（2019年4月27日 - 同年7月4日）
- 12（2020年）
- 48（2021年）